# Yuriy Vitt
Yuriy Vitt (ros. Юрий Витт, Jurij Witt; ur. 4 marca 1980 w Taszkencie) – uzbecki zapaśnik w stylu klasycznym. Olimpijczyk z Sydney 2000, gdzie zajął dziesiąte miejsce w kategorii do 86 kg.
Piętnaste miejsce mistrzostw świata w 2001. Szósty na igrzyskach azjatyckich w 1998. Złoty medalista igrzysk w Centralnej Azji w 1999. Srebrny medal mistrzostw Azji w 1999 i trzeci w 2000. Trzeci w Pucharze Świata w 1997 roku.